# HD 189733
HD 189733 (또는 여우자리 V452)는 여우자리 방향에 있는, 지구에서 63광년 떨어진 쌍성이다. 주성은 K형 주계열성으로 추측되며 반성은 적색 왜성이다. 이 항성계의 겉보기 등급은 HD 209458과 비슷하다. 이 별은 아령 성운 M27 동쪽 0.3도에서 쌍안경을 이용해서 찾을 수 있다.
2005년 기준으로 이 항성 주위를 도는 외계 행성 한 개가 확인되었다.

## 항성계
HD 189733 A는 분광형 K1-2 V-VI의 K형 주계열성인데, 분광형 G5의 황색 왜성일 가능성도 있다. 질량은 태양의 82퍼센트, 반지름은 75.3퍼센트, 밝기는 26.4퍼센트이다. 중원소 함량은 태양의 89 ~ 102퍼센트 수준이며, 나이는 6억 ~ 10억 살 정도이다.
HD 189733 B은 2006년에 발견되었으며, 분광형 M형 의 어두운 적색 왜성이고, 주성에서 216 천문 단위 떨어져 있다. 반성의 궤도 경사각은 주성에 대해 거의 직각이며, 공전 주기는 3,200년이다.

## 행성계
HD 189733을 도는 행성은 HD 189733 b가 확인되어 있다. 이 행성은 목성보다 15퍼센트 질량이 더 크며 1 자전 주기는 지구 시간으로 약 2일에 불과하다. 분광학적 관측을 통해 2007년 이 행성이 상당량의 수증기를 대기에 가지고 있음을 알게 되었다. 이 행성은 물이 있다는 결정적 증거를 확보한 두 번째 외계 행성이다.
이 행성의 대기 중 수증기의 화학적 특징이 포착되었다. HD 189733b의 섭씨 1천도가 넘는 대기 온도는 생명체가 살 수 있는 환경과는 동떨어져 있지만, 보다 지구와 비슷한 환경을 가지고 있는 어떤 행성에 생명의 필수 요소인 물이 존재할 가능성을 높였다는 점에서 의미 있는 연구 결과였다. 뒤이어 2008년 12월 9일, 미국 항공 우주국과 유럽 우주국은 HD 189733 b의 대기에 이산화 탄소가 포함되어 있다고 발표했다.

## 같이 보기
- 2MASS